# Rapport de Kadowaki-Woods
Le rapport de Kadowaki-Woods d'un matériau est le rapport du coefficient A du terme de second degré de l'évolution de la résistivité en fonction de la température de ce matériau par le carré du coefficient γ du terme de premier degré (linéaire) de l'évolution de la capacité thermique massique en fonction de la température de ce même matériau :
{\displaystyle R_{\mathrm {KW} }={\frac {A}{\gamma ^{2}}}}
Ce rapport est constant pour les métaux de transition ainsi que pour les matériaux à fermions lourds, mais avec des valeurs distinctes pour ces deux types de matériaux. M. J. Rice identifia en 1968, que A devait varier essentiellement comme le carré du coefficient de premier degré γ de la capacité thermique massique électronique CP, el. En particulier, il établit que la valeur du rapport A⁄γ2 est indépendante du matériau considéré pour les métaux de transition 3d, 4d et 5d, tandis que les systèmes à fermions lourds sont caractérisés par des valeurs de A et de γ très élevées ; K. Kadowaki et S. B. Woods établirent en 1986 que le rapport A⁄γ2 est également indépendant du matériau pour les matériaux à fermions lourds, mais avec une valeur environ 25 fois plus élevée que pour les métaux de transition.
Selon la théorie de la diffusion électron-électron des matériaux,,, le rapport A⁄γ2 contient cependant plusieurs facteurs qui ne sont pas universels, notamment le carré de la force d'interaction effective électron-électron. Dans la mesure où ces interactions diffèrent d'un groupe de matériaux à un autre, on s'attendrait à n'observer de valeurs semblables pour ce rapport qu'au sein d'un même groupe de matériaux.
N. E. Hussey proposa en 2005 un ajustement de ce rapport afin de prendre en compte du volume de la maille cristalline élémentaire, de la dimensionnalité, de la densité des porteurs et des effets multi-bande. Jacko, Fjærestad et Powell démontrèrent en 2009 que la grandeur fdx(n)A⁄γ2 ainsi ajustée possède la même valeur dans les métaux de transition, les matériaux à fermions lourds, les composés organiques et les oxydes (céramiques), le terme fdx(n) pouvant être écrit en fonction de la dimensionnalité du système, de la densité électronique et, dans les systèmes en couches superposées, de la distance inter-couche ou de l'intégrale de saut inter-couche ; ce résultat est d'autant plus remarquable que A varie de plus de dix ordres de grandeur entre ces différents types de matériaux.